# Museu de Imprensa da Madeira
O Museu de Imprensa da Madeira, ou MIM, é um museu que reúne património tipográfico, litográfico e cinematográfico da imprensa da Madeira. Foi inaugurado a 1 de agosto de 2013 e situa-se no mesmo edifício da Biblioteca Municipal de Câmara de Lobos.
Goza de uma área de cerca de 2000 m² e tem por missão mostrar, inventariar e recuperar o património da indústria gráfica e da imprensa da Região Autónoma da Madeira, assim como promover atividades de dinamização cultural.
Do espólio que o museu possui, destacam-se: cerca de quatro dezenas de máquinas; alguns equipamentos e máquinas originais dos séculos XIX e XX, de entre as quais uma máquina de impressão manual, fabricada pela Golding & C.ª (Boston), em 1886; uma Intertype, fabricada em Inglaterra, em 1911, pela Harris-Intertype, Ltd.; e uma máquina de impressão rotativa, unidade ímpar na história da imprensa na Madeira.